# Pseudopimelodus bufonius
Pseudopimelodus bufonius är en fiskart som först beskrevs av Valenciennes, 1840.  Pseudopimelodus bufonius ingår i släktet Pseudopimelodus och familjen Pseudopimelodidae. Inga underarter finns listade i Catalogue of Life.